# Encarsia prinslooi
Encarsia prinslooi är en stekelart som beskrevs av Pedata och Andrew Polaszek 2003. Encarsia prinslooi ingår i släktet Encarsia och familjen växtlussteklar. Inga underarter finns listade i Catalogue of Life.